# Теохари Милитари
Теохари Н. Милитари (на румънски: Teohari N. Militari) е румънски общественик, кмет на град Черна вода в 1911 – 1912 година.

## Биография
Милитари е роден в 1861 година във влашкото село Търново, Битолско, тогава в Османската империя, днес в Северна Македония. На 17 години емигрира в Румъния и се установява в току-що присъединения към кралството добруджански град Черна вода. Милитари е пламенен националист и финансира румънската национална пропаганда в Македония. От 4 май 1911 до 6 декември 1912 година е кмет на Черна вода. Крал Карол I го награждава с орден „Румънска корона“. Умира в 1929 година.